# RMS Queen Mary
RMS Queen Mary là một tàu hàng hải của Anh đã ngưng hoạt động, chủ yếu đi trên Bắc Đại Tây Dương từ năm 1936 đến 1967 cho Tuyến Cunard, được gọi là Cunard-White Star Line khi tàu được đưa vào hoạt động và được xây dựng bởi John Brown & Company ở Clydebank, Scotland. Queen Mary, cùng với RMS Queen Elizabeth, đã được xây dựng như một phần của dịch vụ chuyển phát nhanh hàng tuần hai tàu theo kế hoạch của Cunard giữa Southampton, Cherbourg và New York. Hai con tàu là một phản ứng của Anh đối với các siêu tàu tốc hành được chế tạo bởi các công ty Đức, Ý và Pháp vào cuối những năm 1920 và đầu những năm 1930.
Queen Mary bắt đầu hải trình đầu tiên trong chuyến đi vào ngày 27 tháng 5 năm 1936 và giành được Blue Riband vào tháng 8 năm đó; nó mất danh hiệu này bởi SS Normandie vào năm 1937 và giành lại được vào năm 1938, giữ nó cho đến năm 1952 khi nó bị SS United States lấy mất ngôi vị này. Với sự bùng nổ của Chiến tranh thế giới thứ hai, Queen Mary đã được chuyển đổi thành một tàu quân dụng và chiến đấu với binh lính Đồng minh trong cuộc chiến.
Sau chiến tranh, Queen Mary đã được trang bị lại để phục vụ hành khách và cùng với Queen Elizabeth bắt đầu dịch vụ chở khách xuyên Đại Tây Dương hai tàu mà hai tàu ban đầu được đóng.
Hai con tàu thống trị thị trường vận tải hành khách xuyên Đại Tây Dương cho đến khi thời đại máy bay dân dụng phát triển dần chiếm lấy vị thế vào cuối những năm 1950. Vào giữa những năm 1960, Queen Mary đã cũ đi và hoạt động thua lỗ.
Sau vài năm lợi nhuận giảm cho Cunard Line, Queen Mary đã chính thức nghỉ hưu vào năm 1967. Con tàu rời Southampton lần cuối vào ngày 31 tháng 10 năm 1967 và đi đến cảng Long Beach, California, Hoa Kỳ, nơi nó neo đậu vĩnh viễn.
Con tàu phục vụ như một điểm thu hút khách du lịch bao gồm các nhà hàng, bảo tàng và khách sạn. Con tàu được liệt kê trên Sổ đăng ký quốc gia về địa danh lịch sử. Ủy ban Quốc gia về Bảo tồn Lịch sử đã chấp nhận Queen Mary là một phần của Khách sạn Lịch sử Hoa Kỳ.